# 하세 세이슈
하세 세이슈(馳星周, 1965년 2월 18일~)는 일본의 소설가이다. 본명은 반도 토시히토(坂東齢人).
펜 네임인 하세 세이슈라는 이름은 팬인 주성치의 이름을 반대로 한 것이다.
일본 추리작가협회, 일본 모험작가클럽 회원.

## 인물
홋카이도 토마코마이히가시 고등학교, 요코하마시립대학 이학부 졸업. 대학시절에는 나이토 친(일본의 코메디언)이 경영하는 신주쿠 골든 가이의 바 ‘심야 플러스1’에서 바텐더 아르바이트를 했다.
케이분샤의 관능소설 레이블 ‘그린도어문고’의 편집자와 프리랜서 게임라이터로 일했으며 퇴직한 당시에 ‘팝콤(POPCOM)’의 부편집장에게 권유를 받아 퇴직금으로 NEC의 컴퓨터 PC9821RX를 구입해서 게임 기사를 집필했다.
좋아하는 게임은 ‘프린세스 메이커’이며 실제로 ‘레닌의 육아일기’를 당시 ‘팝콤(POPCOM)’에 연재했다.
본명인 반도 토시히토 명의로 ‘책의 잡지’ 등에 추리소설, 모험소설을 중심으로 문예평론가로서 활동한 적이 있으며, 프로레슬링 평론이나 게임 평론도 하고 있어서 코가미 리쿠, 사야마 아키라, 레닌이라는 가명으로 편집자, 집필자로서 노벨라이트도 쓰고 있다.
시가 애호가로서, 2005년부터 ‘월간 플레이보이 일본판’ 칼럼에 ‘자기류 시가 독본’(원제:俺流シガー読本)으로 연재하여 출판되었다.
축구를 좋아하며, 좋아하는 나라는 스페인. 사진 촬영이 취미로 본인이 찍은 사진을 웹상에 투고 하고 있다. 펑크 록 팬으로, 일본의 락밴드 '블랭키 젯 시티'(BLANKEY JET CITY)를 높게 평가한다.
기르는 개 '마지'(버니즈 마운틴 도그)를 위해 나가노현 카루이자와에 별장을 구입하였고, '마지'가 죽은 후에는 카루이자와로 이사하였다. 이에 대한 근황은 그의 블로그에서 확인할 수 있다.
존경하는 작가로는 야마다 후타로와 오오야부 하루히코이고, 애독서는 제임스 엘로이의 『화이트 재즈』라고 밝힌 바 있다.
하세 세이슈가 쓰는 작품의 장르는 주로 모략, 배신 등을 다룬 느와르이다. 외국인 마피아나 야쿠자, 불량소년과 같은 암흑사회의 주민이 메인 등장인물이지만, 폐쇄적인 나날을 보내는 보통의 사람들을 소재로 한 작품이나 테러리즘이나 전쟁을 소재로 한 작품도 있다.

## 수상 및 후보 이력

### 수상
- 1997년 - 『불야성(원제:不夜城)』 제 18회 요시카와 에이지 문학신인상 수상
- 1997년 - 『불야성(원제:不夜城)』 제 15회 일본 모험소설협회 대상 (국내부문) 수상
- 1998년 - 『진혼가-불야성2 (원제 鎮魂歌- 不夜城2)』 제 51회 일본 추리작가협회상 (장편부문) 수상
- 1999년 - 『표류가(원제 漂流街)』 제 1회 오오야부 하루히코상 수상

### 후보이력
- 1997년 - 『불야성(원제 不夜城)』 제 116회 나오키상 후보
- 1999년 - 『야광충(원제 夜光虫)』 제 12회 나오키상 후보
- 2000년 - 『M』 제 122회 나오키상 후보
- 2002년 - 『다크 문(원제 ダーク・ムーン)』 제 15회 야마모토 슈고로상 후보
- 2004년 - 『생탄제(원제 生誕際)』 제 130회 나오키상 후보
- 2007년 - 『약속의 땅에서(원제 約束の地で)』 제 138회 나오키상 후보
- 2015년 - 『언터쳐블(원제 アンタッチャブル)』로 제 153회 나오키상 후보

## 작품

### 소설
- 『불야성(원제 不夜城)』 시리즈
  - 불야성(원제 不夜城) : 1996년 카도카와서점 / 1998 카도카와문고
  - 진혼가(레퀴엠) 불야성2(원제 鎮魂歌（レクィエム）-不夜城2) : 1997년 카도카와 서점 / 2000년 카도카와문고
  - 장한가 불야성 완결편(원제 長恨歌 不夜城 完結編) : 2004년 카도카와 서점 / 2008년 카도카와문고
- 야광충(원제 夜光虫) : 1998년 카도카와 서점 / 2001년 카도카와 문고
  - 암수(원제 暗手) : 2017년 카도카와 서점

- 표류가(원제 漂流街) : 1998년 토쿠마 서점 / 2000년 토쿠마문고
- 공허의 왕(원제 虚の王) : 2000년 코분샤 캇파 노벨즈 / 2003년 코분샤문고 / 2008년 카도카와문고
- 고혹자(건달)(원제 古惑仔(チンピラ))　: 2000년 토쿠마서점 / 2003년 토쿠마 노벨즈 / 2005년 토쿠마문고 / 2009년 카도카와문고
- 눈이 내리는 달밤(원제 雪月夜) : 2000년 후타바샤 / 2003년 후타바문고 / 2006년 카도카와문고
- 다크 문(원제 ダーク・ムーン) : 2001 슈에이샤 / 2004년 슈에이샤문고
- 망고 레인(원제 マンゴー・レイン) : 2002년 카도카와 서점 / 2005년 카도카와문고
- 생탄제(원제 生誕際) : 2003년 분게이슌슈 / 2006년 분슌문고
- 크러시(원제 クラッシュ) : 2003년 토쿠마 서점 / 2007년 토쿠마문고
- 낙원의 잠(원제 楽園の眠り) : 2005년 토쿠마 서점 / 2009 토쿠마문고
- 도쿄 바빌론(원제 トーキョー・バビロン) : 2006년 후타바샤 / 2009년 후타바문고
- 블루 로즈(원제 ブルーローズ)(2006년 츄오코론신샤 / 2009년 츄코문고
- 약속의 땅에서(원제 約束の地で) : 2007년 슈에이샤 / 2010년 슈에이샤문고
- 미륵 세계(원제 弥勒世) : 2008년 쇼각칸 / 2012 카도카와문고
- 녀석들을 높게 매달아라(원제 やつらを高く吊せ) : 2008년 코단샤 / 2011년 코단샤문고
- 9.11클럽(원제 9・11倶楽部) : 2008 분게이슌슈 / 2011 분슌문고
- 연옥의 사자(원제 煉獄の使徒) : 2009년 신쵸샤 / 2011 신쵸문고
- 침묵의 숲(원제 沈黙の森) : 2009년 토쿠마 서점 / 2012년 토쿠마문고

- 바스크(원제 エウスカディ) : 2010년 카도카와 서점
  - [제목 변경]순광자(원제 殉狂者) : 2014년 카도카와문고
- 담설기(원제 淡雪記) : 2011년 슈에이샤 / 2014년 슈에이샤문고
- 빛이 있으라(원제 光あれ) : 2011년 분게이슌슈 / 2014년 분슌문고
- 어둠에서 춤춰라(원제 暗闇で踊れ) : 2011년 후타바샤 / 2015년 후타바문고
- 아름다운 바다, 피의 바다(원제 美ら海、血の海) : 2013년 슈에이샤문고
- 소울메이트(원제 ソウルメイト) : 2013년 슈에이샤

- 러프 앤 터프(원제 ラフ・アンド・タフ) : 2014년 코단샤

- 돌아오지 않는 바다(원제 帰らずの海) : 2014년 토쿠마 서점
- 부활제(원제 復活祭) : 2014년 분게이슌슈
- 설염(원제 雪炎) : 2015년 슈에이샤
- 언터쳐블(원제 アンタッチャブル) : 2015년 마이니치신문 출판
- 칸나비(원제 神奈備) : 2016년 슈에이샤
- 비할 자 없는(원제 比ぶ者なき) : 2016년 츄오코론신샤
- 신의 눈물(원제 神の涙) : 2017년 지츠교노니혼샤
- 비가 내리는 숲의 개 (원제 雨降る森の犬) 2018년 6월 슈에이샤

#### 필명 코가미 리쿠로- 집필 소설
- 블루 아이즈 블루(원제 ブルー・アイズ・ブルー) : 1991년 3월~1992년 9월 케이분샤

1. 나의 사랑스러운 천사(원제 我が愛しの天使)
2. 전사들의 인연(원제 戦士たちの絆
3. 어리석은 자의 묘비(원제 愚か者の墓標)
4. 약속의 때(원제 約束の時)

- 아스트랄 시티(원제 アストラル・シティ) : 1993년 8월 케이분샤

1. 사나운 신의 문장(원제 猛き神の紋章)
2. 재앙신의 큰 웃음(원제 禍つ神の哄笑)

- 쌍룡전(원제 双竜伝) : 1994년 8월 쇼각칸 슈퍼 퀘스트 문고

1. VOL. 1
2. VOL. 2

- 얼티밋 블레이드(원제 アルティメット・ブレイド) : 1995년 9월 쇼각칸 슈퍼 퀘스트 문고

- Ribbon : 1996년 9월 KK베스트셀러즈 – Bonbee!에서 발매된 동명 성인 게임의 소설화.

#### 필명 사야마 아키라- 집필 소설
- 위자드리 소설 앤솔로지(원제 ウィザードリィ小説アンソロジー) : 1991년 8월 JICC 출판국 – 단편 ‘취한 어느 묘비’를 집필

### 에세이

#### 개 관련
- 우리집 귀염둥이(원제 家の秘蔵っ子) : 2001년 6월 지츠교노니혼샤

- 마이 프랜드 BOOK(원제 マイフレンドBOOK) : 2001년 8월 PHP연구소

- 사랑의 기억-Crea due(원제 愛の記憶―Crea due) : 2001년 12월 분게이슌슈
- 달리자, 마지(원제 走ろうぜ、マージ) : 2006년 6월 카도카와 서점 / 2014년 7월 카도카와문고
- 개로부터의 멋진 선물(원제 犬からの素敵な贈りもの) : 2007년 12월 인포레스트
- 약속-가장 사랑하는 강아지들에게(원제 約束―最愛の犬たちへ) : 2008년 1월 분게이슌슈

#### 축구 관련
- 유럽정복기행(원제 欧州征服紀行) : 2002년 6월 카도카와 서점
- The Road to World Cup 2002-월드컵으로의 길1998부터 2002까지 궤적(원제 The Road to World Cup2002―ワールドカップへの道1998から2002までの軌跡) : 2002년 6월 카도카와 서점
- 축구전쟁-하세 세이슈의 월드컵 관전기(원제 蹴球戦争（フットボール・ウォー）―馳星周的W杯観戦記) : 2002년 7월 분게이슌슈 / 2004년 7월 분슌문고

#### 기타
- 반도에게 물어!(원제 バンドーに聞け!) : 1997년 8월 책의 잡지사 / 2002년 6월 후미 하루 문고
- CD-ROM BOOK 영화 은반 "불야성"(원제 CD-ROM BOOK「電影銀盤“不夜城”」) : 1998년 6월 카도카와 서점
- 미스테리 쓰기!(원제 ミステリを書く!) : 1998년 10월 빌리지 센터 출판국
- 문단 바(원제 文壇バー) : 2001년 6월 카도카와 서점
  - [제목변경] 작가란 무엇인가?(원제 作家ってどうよ?) : 2004년 9월 카도카와 문고
- 작가의 독서도 2(원제 作家の読書道2) : 2007년 8월 책의잡지사) - 독서 편력 인터뷰 집
- 리얼 시가 가이드(원제 リアル・シガー・ガイド) : 2008년 8월 슈에이 샤
- 하세 세이슈의 식인도깨비(원제 馳星周の喰人魂) : 2013년 5월 중앙 공론 신사

## 영상화 작품

### 영화화
- 불야성 SLEEPLESS TOWN(원제 不夜城 SLEEPLESS TOWN)

: 1998년 6월 27일 개봉 / 배급 : 토에이 & 아스믹 에이스
: 감독 - 이지의 / 주연 - 카네시로 타케시, 야마모토 미라이
- 표류가 THE HAZARD CITY(원제 漂流街 THE HAZARD CITY)

: 2000년 11월 11일 개봉 / 배급 토호
: 감독 - 미이케 타카시 / 주연 : 테아, 이가흔
- M (원제 M)

: 2007년 9월 15일 개봉 / 배급 : 해피넷
: 감독 - 히로키 류이치 / 주연 : 미온, 코라 켄고

### 만화화
- 불야성(원제 不夜城) : 1998년 6월, 카도카와 코믹스 에이스

- 작화 : 야마모토 아츠시

### 콘솔 게임 (플레이스테이션) -감수
- 용과 같이(원제 龍が如く) : 2005년 SEGA – 시나리오 감수
- 용과 같이2(원제 龍が如く2) : 2006년 SEGA – 시나리오 감수

### PC 게임
- 얼티밋 블레이드(원제 アルティメットブレイド) : 1995년 팝콤소프트